# Жан-Жак Шуль
Жан-Жак Шуль (фр. Jean-Jacques Schuhl; нар. 9 жовтня 1941 рік, Марсель, Французька Держава) — французький письменник і драматург, лауреат Гонкурівської премії (2000) за роман «Інгрід Кавен».

## Біографія
Жан-Жак Шуль народився 9 жовтня 1941 року в Марселі.
Перший свій роман" «Роза Пуссьєр» Жан-Жак Шуль написав 1972 року, але цей роман, як і наступний за ним «Телекс № 1», що вийшов 1976 року, залишилися непоміченими читачами і літературними критиками.
2000 року Жан-Жак Шуль отримав одну з найпрестижніших літературних нагород Франції — Гонкурівську премію за роман «Інгрід Кавен», який розповідає про німецьку актрису і співачку, другу дружини письменника, яка раніше була музою Ів Сен Лорана і дружиною кінорежисера Райнера Фассбіндера, проте роман не є біографією співачки.

## Твори
- 1972 : Роза Пуссьєр / Rose Poussière, Paris, Gallimard, coll. " Le Chemin ", 136 pages, ISBN 2-07-028187-6.
- 1976 : Телекс № 1 / Télex n° 1, Paris, Gallimard, coll. " Le Chemin ", 184 pages, ISBN 2-07-029505-2 (перевидання в серії coll. "L'Imaginaire ", 184 pages, ISBN 9-782070-140220).
- 2000 : Інгрид Кавен / Ingrid Caven : roman, Paris, Gallimard, coll. " L'Infini ", 304 pages, ISBN 2-07-075948-2 (розширена версія з'явилася в кишеньковому форматі 2002 року).
- 2010 : Входження привидів / Entrée des fantômes, Paris, Gallimard, coll. " L'Infini ", 152 pages, ISBN 978-2-07-012820-4.
- 2014 : Нав'язливі ідеї / Obsessions, Paris, Gallimard, " L'Infini ".